# Priložna oznaka
Priložna oznaka rečenični je dio koji označava okolnost pod kojom se vrši radnja izrečena predikatom.

## Priložne oznake po vrsti riječi
Priložne oznake mogu se sastojati od jedne riječi ili više njih, a po vrsti riječi mogu ih činiti:
- prilozi ("Pjevao je glasno.")
- prilog i imenica ("Pjevala je glasno bez prekida.")
- imenica bez prijedloga ("Plovio je brodom.")
- imenica i prijedlog ("Hodamo pored Save.")
- više imenica u različitim padežima ("Plešemo pred bankom pokraj ceste.")
- zamjenica ("Otišao je njoj.)

## Vrste priložnih oznaka
Među najčešćim okolnostima koje priložne oznake izriču nalaze se mjesto, vrijeme i način. Međutim, postoje i priložne oznake koje izriču drugačije okolnosti. Po vrsti okolnosti dijele se na:
| Vrsta                      | Odgovara na pitanje              | Primjer u rečenici              |
| -------------------------- | -------------------------------- | ------------------------------- |
| Priložna oznaka mjesta     | Gdje? Kamo? Kuda? Odakle? Dokle? | Živi u Puli.                    |
| Priložna oznaka vremena    | Kad? Otkad? Dokad?               | Lani je stigao u Pulu.          |
| Priložna oznaka načina     | Kako? Na koji način?             | Marljivo je učio za fakultet.   |
| Priložna oznaka uzroka     | Zašto? Zbog čega?                | Veseo sam zbog ljubavi.         |
| Priložna oznaka namjere    | Radi čega? S kojim ciljem?       | Zaposlio sam se radi plaće.     |
| Priložna oznaka posljedice | S kojom posljedicom?             | Nasmijali smo se do suza.       |
| Priložna oznaka dopuštanja | Unatoč čemu?                     | Unatoč nevremenu izašao je van. |
| Priložna oznaka pogodbe    | Pod kojim uvjetom?               | Bez muke nema nauke.            |
| Priložna oznaka količine   | Koliko? Koliko puta?             | Previše se postavljaju pitanja. |
| Priložna oznaka društva    | S kim?                           | Plivao je sa psom.              |
| Priložna oznaka sredstva   | Čime?                            | Oprao se novim šamponom.        |